# Peltaea
Peltaea es un género con 17 especies de plantas fanerógamas de la familia  Malvaceae. Se encuentra en  Centroamérica y Sudamérica.

## Descripción
Son sufrútices o arbustos, erectos o decumbentes, con tricomas estrellados. Hojas elípticas, ovadas o suborbiculadas, crenado-serradas, agudas u obtusas; pecíolos cortos. Inflorescencias generalmente incluidas en brácteas especializadas y sésiles; flores generalmente (en Nicaragua) en cabezuelas, con brácteas subyacentes, pedicelos cortos; calículo de 8–13 bractéolas espatuladas o peltadas; pétalos generalmente vistosos, amarillos (en Nicaragua) o lilas; androceo incluido, las anteras a lo largo de la columna; estilos 10, los estigmas capitados. Carpidios 5, glabros o pubescentes, lisos y sin ornamentación, esencialmente indehiscentes; semillas solitarias, glabras o pubescentes.

## Taxonomía
El género fue descrito por (C.Presl) Standl. y publicado en Contributions from the United States National Herbarium 18(3): 113. 1916.

## Especies seleccionadas
- Peltaea acutifolia (Gürke) Krapov.
- Peltaea aliculata Krapov. & Cristobal
- Peltaea chiquitana Krapov. & Cristobal
- Peltaea edouardii (Hochr.) Krapov. & Cristobal
- Peltaea heringeri Krapov. & Cristobal
- Peltaea krapovickasiorum Fryxell
- Peltaea lasiantha Krapov. & Cristobal
- Peltaea macedoi Krapov. & Cristobal
- Peltaea subpandurata (Wright ex Griseb.) Krapov. & Cristóbal - majagüín[3]